# Parafia Świętych Cyryla i Metodego w Hajnówce
Parafia pw. św. Cyryla i Metodego w Hajnówce – parafia rzymskokatolicka z siedzibą w Hajnówce, należąca do dekanatu Hajnówka, diecezji drohiczyńskiej, metropolii białostockiej.

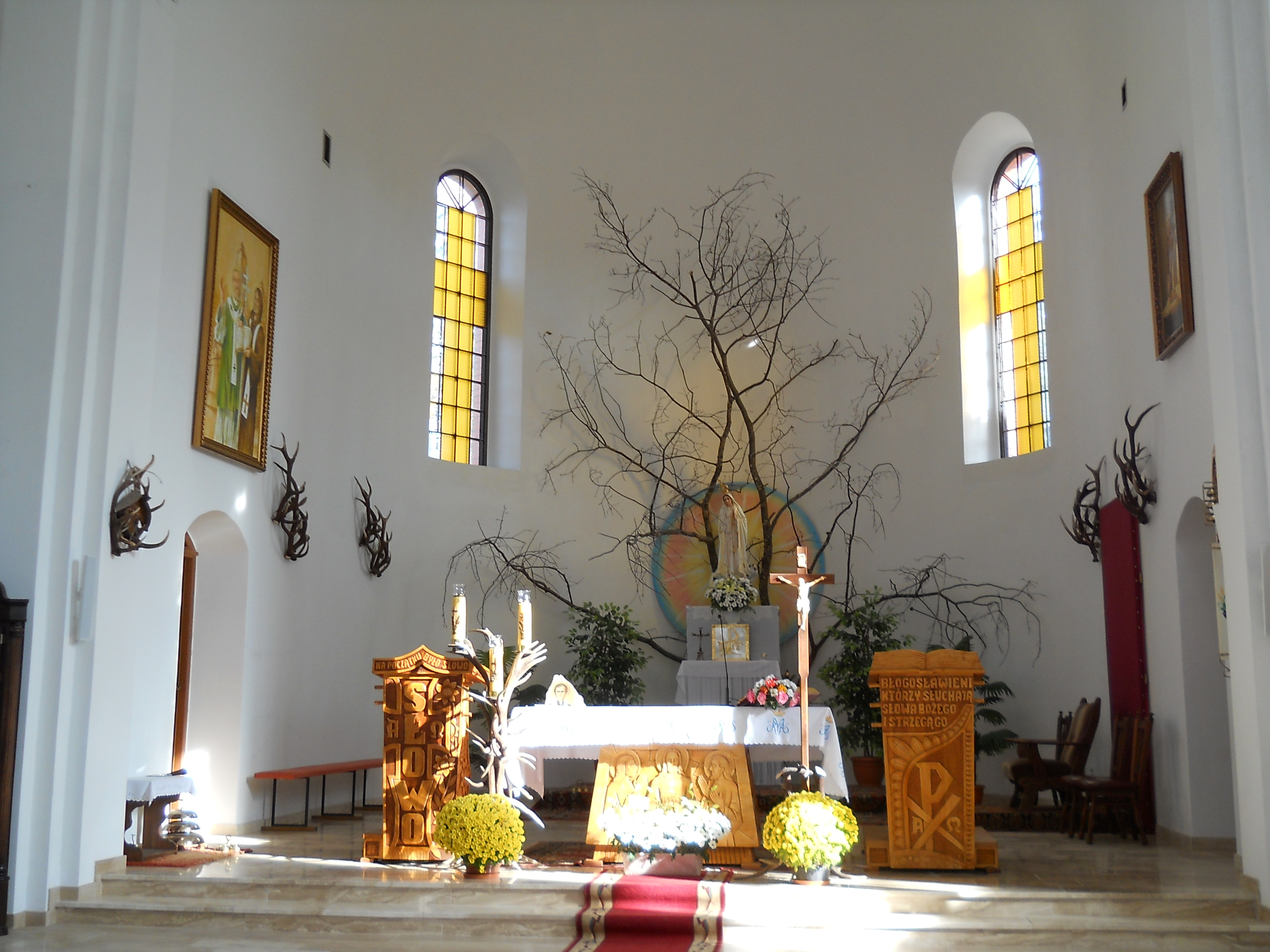
Kościół Św. Cyryla i Metodego w Hajnówce

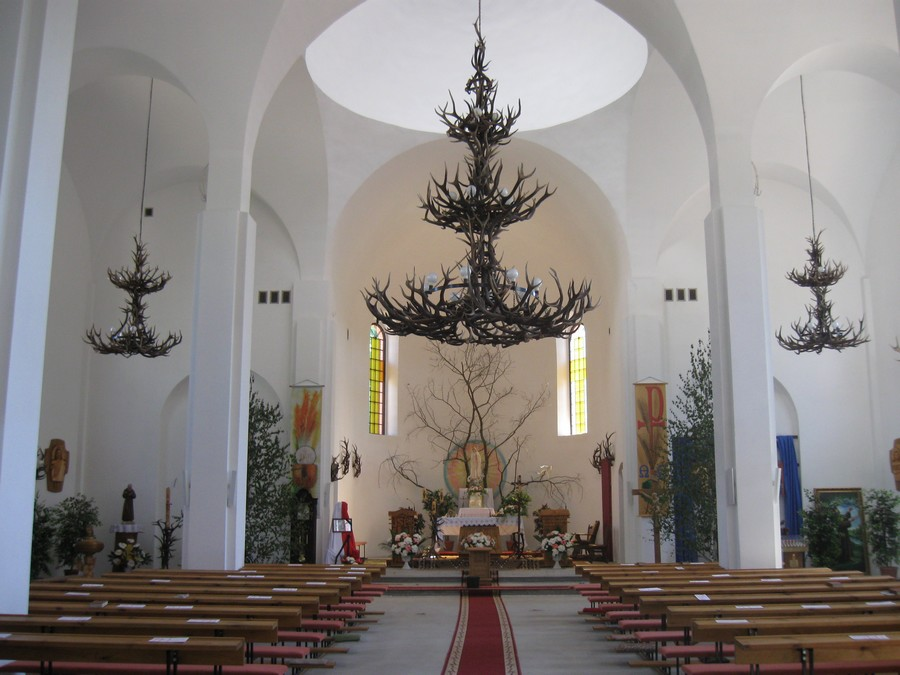
Żyrandole wykonane z rogów

## Historia
3 września 1995 roku erygowana przez biskupa Antoniego Dydycza. Wydzielona z części parafii pw. Podwyższenia Krzyża Świętego i św. Stanisława Biskupa i Męczennika.
Pierwszym proboszczem został ksiądz kanonik Zygmunt Bronicki. Od 1995 roku rolę kościoła parafialnego spełnia kaplica cmentarna wyremontowana w 1996 r. Do 2012 plebania mieściła się w starym budynku przy cmentarzu, w którym w latach 1973-1995 mieszkały Siostry Misjonarki Świętej Rodziny.
W roku 1997 władze miasta przekazały parafii część pobliskiego placu po starym szpitalu na którym zaczęto budować nowy kościół parafialny. W 2008 roku zakończono budowę kościoła, w 2012 plebanii

## Zasięg parafii
Do parafii należą wierni z miejscowości: Hajnówka (część), Czerlonka, Długi Bród, Istok, Łozice, Nieznany Bór, Orzeszkowo, Poryjewo, Przewłoka, Sacharewo, Topiło i Witowo.

### Kościoły filialne i kaplice
- kaplica w Areszcie Śledczym w Hajnówce pw. bł. Honorata Koźmińskiego